# Flammenblumen
Flammenblumen, bekannter unter ihrem botanischen Namen Phlox, sind eine Pflanzengattung innerhalb der Familie der Sperrkrautgewächse (Polemoniaceae). Die 60 bis 70 Arten sind in Nordamerika und Sibirien verbreitet. Sorten einiger Phlox-Arten und -Hybriden werden in gemäßigten Gebieten fast weltweit als Zierpflanzen verwendet.

## Beschreibung

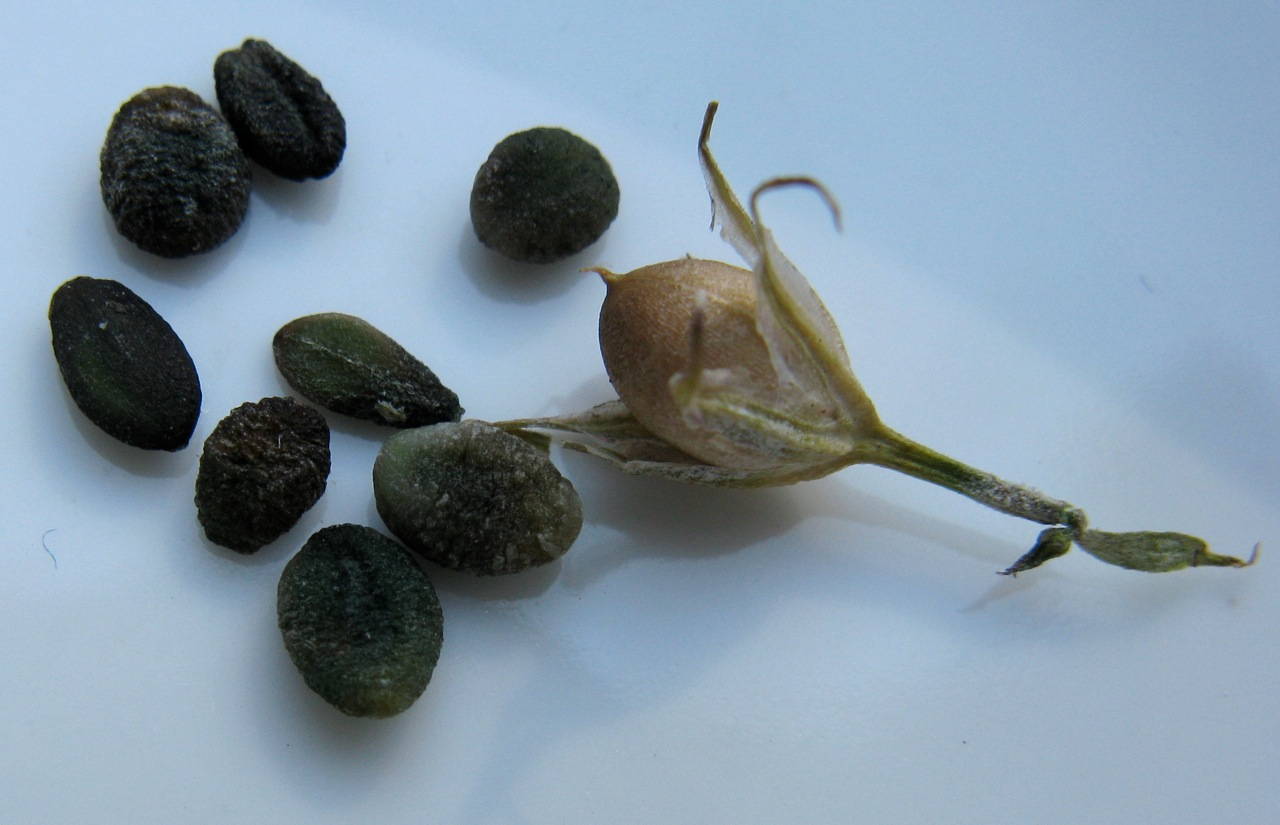
Kapselfrucht und Samen des Hohen Stauden-Phlox (Phlox paniculata)

### Vegetative Merkmale
Die Phlox-Arten sind meist ausdauernde, selten einjährige, krautige Pflanzen oder ± Halbsträucher; die Basis der Sprossachsen kann bei einigen Arten verholzen. Die Stängel sind selbstständig aufrecht, niederliegend bis liegend.
Die meist gegenständigen, seltener wechselständigen Laubblätter sind sitzend. Die einfachen Blattspreiten sind lanzettlich-linealisch bis elliptisch und ganzrandig. Nebenblätter fehlen.

### Generative Merkmale
Es werden rispige oder köpfchenförmige Blütenstände gebildet.
Die zwittrigen Blüten sind radiärsymmetrisch und fünfzählig mit doppelter Blütenhülle. Die fünf Kelchblätter sind an ihrer Basis verwachsen. Die fünf weißen, blauen, purpurfarbenen oder roten Kronblätter sind stieltellerförmig verwachsen. Die fünf Staubblätter sind mit der Blütenkrone in unterschiedlicher Höhe verwachsen. Drei Fruchtblätter sind zu einem oberständigen Fruchtknoten verwachsen; die Plazentation ist zentralwinkelständig. Der einzelne Griffel endet in drei Narben.
Es werden fachspaltige Kapselfrüchte gebildet.

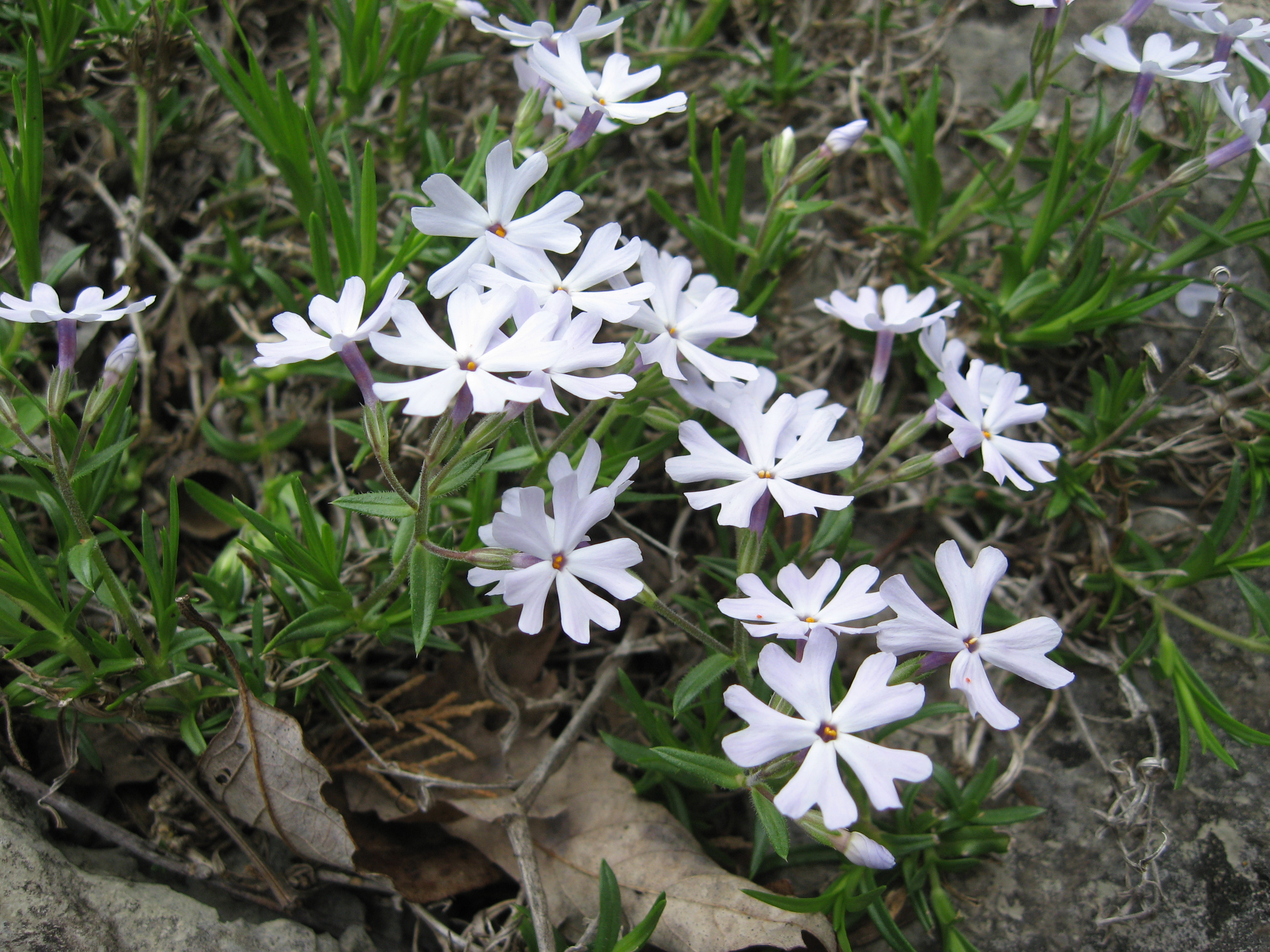
Zweispaltiger Phlox (Phlox bifida)

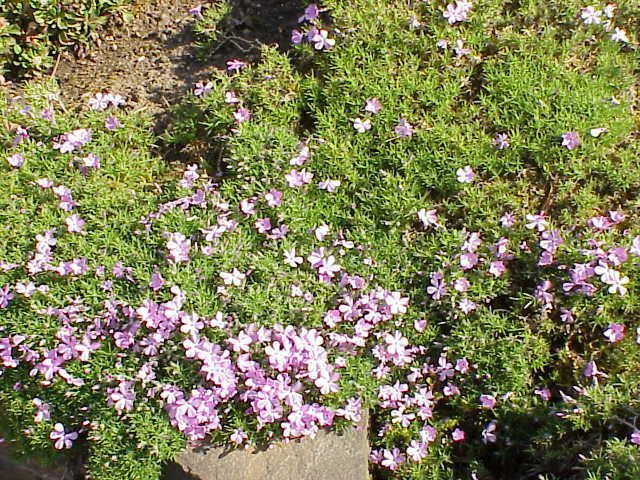
Phlox diffusa

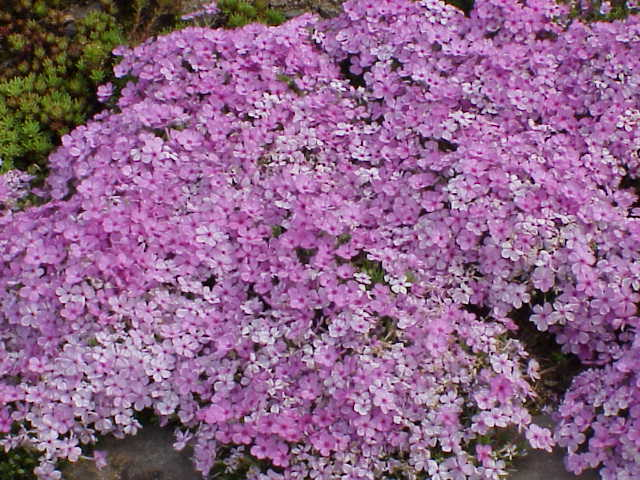
Phlox douglasii

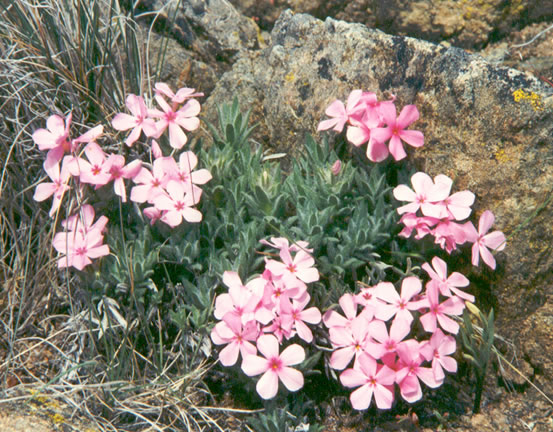
Phlox hirsuta ist City flower von Yreka in Kalifornien

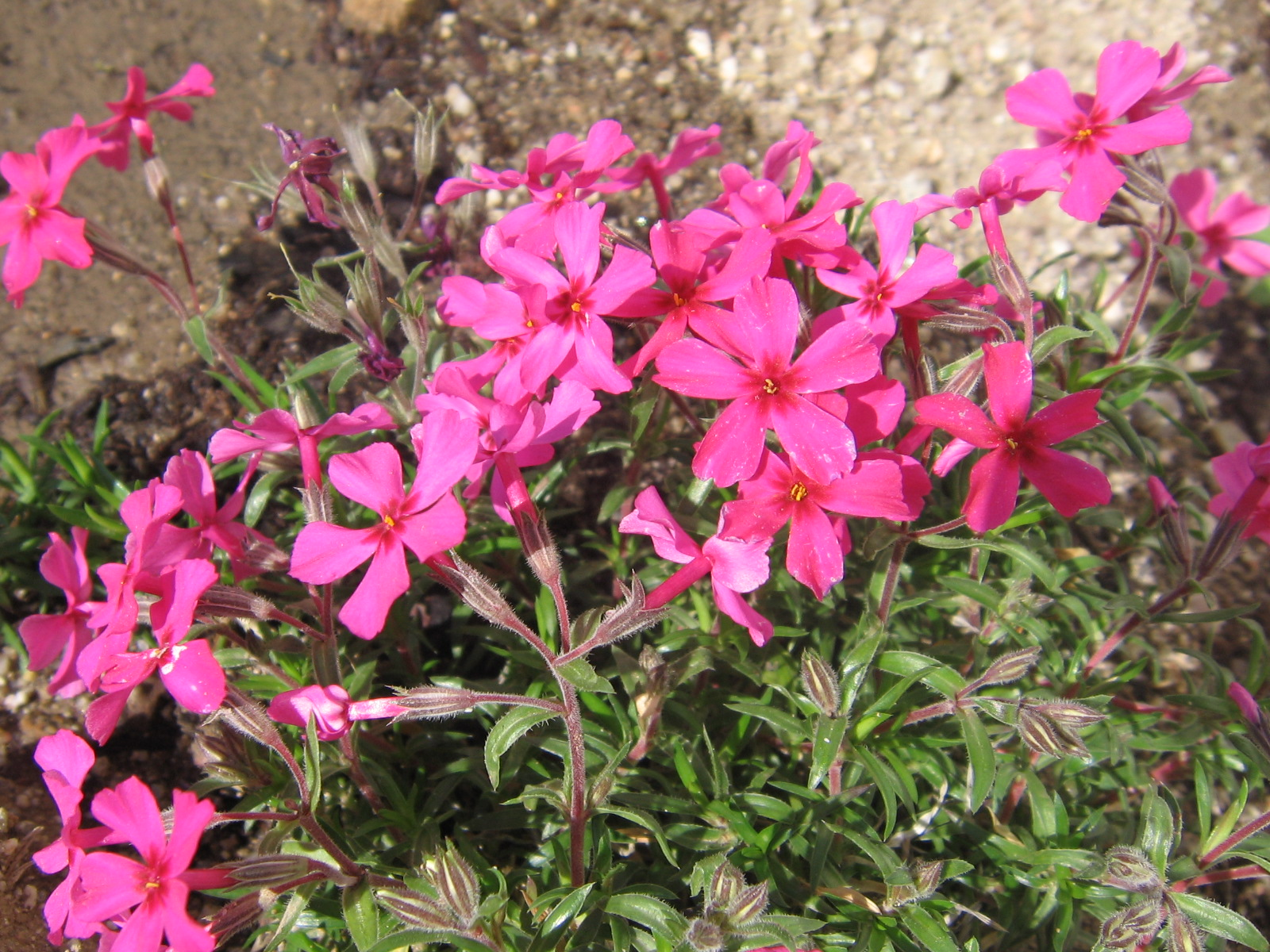
Polster-Phlox (Phlox subulata)

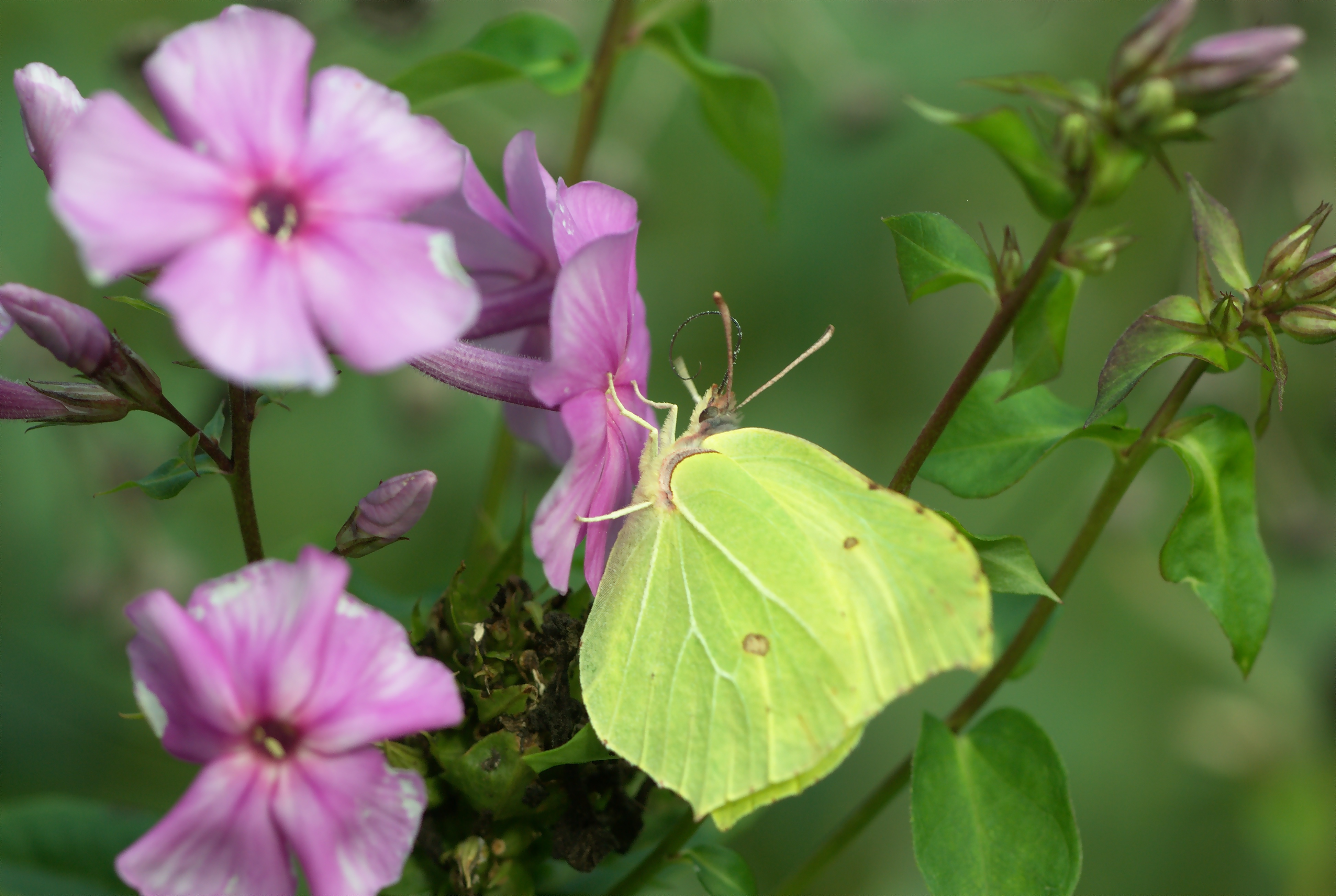
Phlox bietet einem Zitronenfalter Nahrung

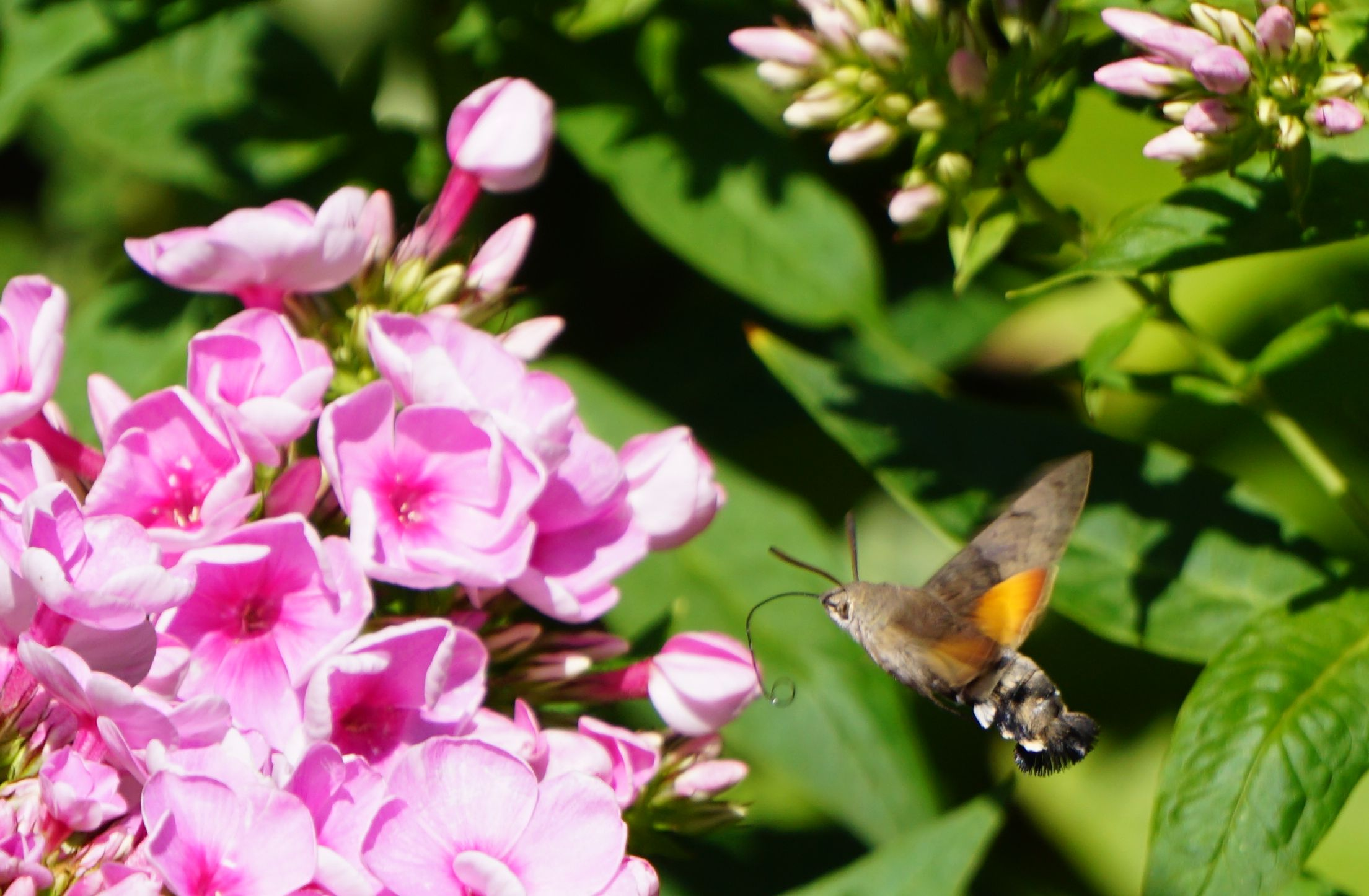
Phlox ist Nahrungsquelle für Taubenschwänzchen

## Systematik und Verbreitung
Etymologie: Phlox bedeutet altgriechisch φλόξ phlóx, deutsch ‚Flamme‘  Der Gattungsname Phlox bezieht sich auf die altgriechischen Bezeichnung für Lychnis einer Gattung innerhalb der Familie der Caryophyllaceae.
Die Gattung Phlox kommt hauptsächlich in Nordamerika, aber auch in Nordasien bis ins europäische Russland vor.
In der Gattung Phlox gibt es etwa 70 Arten (Auswahl):
- Phlox adsurgens Torr. ex A.Gray: Sie kommt in den US-Bundesstaaten Oregon sowie Kalifornien vor.[3]
- Phlox alyssifolia Greene: Sie kommt in Kanada und in den westlichen USA vor.[3]
- Phlox andicola Nutt. ex A.Gray: Sie kommt in den USA vor.[3]
- Phlox austromontana Coville: Sie kommt in den westlichen USA und in Mexiko (Baja California) vor.[3]
- Zweispaltiger Phlox (Phlox bifida L.C.Beck): Er kommt in den USA (Indiana, Michigan, Illinois, Kansas, Missouri, Wisconsin, Arkansas, Kentucky, Tennessee) vor.[3]
- Phlox borealis Wherry (wird auch als Varietät var. borealis (Wherry) B. Boivin zu Phlox sibirica L. gestellt): Sie kommt in Alaska und Nordostkanada vor.
- Phlox bryoides Nutt.: Sie kommt in den westlichen USA vor.[3]
- Phlox buckleyi Wherry: Sie kommt nur in Virginia und West Virginia vor.[3]
- Phlox caespitosa Nutt.: Sie kommt in Idaho, Montana, Oregon und Washington und möglicherweise auch in British Columbia vor.[3]
- Phlox carolina L.: Sie kommt in den östlichen USA bis zum nordöstlichen Texas vor.[3]
- Phlox cuspidata Scheele: Sie kommt nur in Oklahoma und Texas vor.[3]
- Phlox diffusa Benth.: Sie kommt in Kanada (British Columbia, Alberta) und in den USA (Idaho, Montana, Oregon, Washington, Kalifornien) vor.[3]
- Wald-Phlox (Phlox divaricata L.): Er kommt in Kanada (Ontario, Quebec) und in den USA vor[3]
- Phlox douglasii Hook.: Sie kommt in Oregon, Washington und Kalifornien vor.[3]
- Sommer-Phlox[4] oder Einjähriger Phlox (Phlox drummondii Hook.): Er ist in Texas beheimatet.[3]
- Florida-Phlox (Phlox floridana Benth.): Er kommt nur in Alabama, Florida und Georgia vor.[3]
- Vorsommer-Phlox (Phlox glaberrima L.): Er kommt in den USA vor.[3]
- Phlox hirsuta E.E.Nelson: Dieser Endemit kommt nur in den Siskiyou Mountains und der Umgebung von Yreka vor.
- Idaho-Phlox (Phlox idahonsis Wherry): Er kommt nur in Idaho vor.[3]
- Phlox kelseyi Britton: Sie kommt in den USA (Colorado, Idaho, Montana, Wyoming, Nevada) vor.[3]
- Gefleckter Phlox, auch Wiesen-Phlox genannt, (Phlox maculata L.): Er kommt in den USA vor.[3]
- Phlox missoulensis Wherry (wird auch als Varietät Phlox kelseyi var. missoulensis (Wherry) Cronquist zu Phlox kelseyi Britton gestellt): Sie kommt nur in Montana bei Missoula vor.[3]
- Vielblütiger Phlox (Phlox multiflora A.Nelson): Er kommt in den USA (Colorado, Idaho, Montana, Wyoming, New Mexico, Nevada, Utah) vor.[3]
- Phlox nana Nutt.; kommt in den USA (New Mexico, Texas, Arizona) und in Mexiko (Chihuahua) vor[3]
- Phlox nivalis Lodd. ex Sweet: Sie kommt in den südöstlichen USA bis Texas vor.[3]
- Phlox ovata L.: Sie kommt in den östlichen USA vor.[3]
- Hoher Stauden-Phlox (Phlox paniculata L.), auch Rispige Flammenblume oder Herbstflieder genannt: Er kommt in den USA vor.[3]
- Phlox pilosa L.: Sie kommt in Kanada (nur Ontario) und in den USA vor.[3]
- Phlox pulchra (Wherry) Wherry: Sie kommt nur in Alabama vor.[3]
- Sibirischer Phlox (Phlox sibirica L.): Er kommt in Nordkanada, Alaska, Sibirien, der Mongolei und in Russland vom äußersten Osten bis nach Europa vor.[3]
- Phlox speciosa Pursh: Sie kommt in Kanada (nur British Columbia) und in den USA (Idaho, Montana, Oregon, Washington, Nevada, Kalifornien) vor.[3]
- Wander-Phlox, auch Kriechender Phlox genannt, (Phlox stolonifera Sims): Er kommt in den östlichen USA vor.[3]
- Polster-Phlox, auch Moos-Phlox oder Pfriemenförmiger Phlox genannt (Phlox subulata L.): Er kommt in Kanada (nur Ontario) und in den östlichen USA vor.[3]

## Nutzung
Sorten einiger Phlox-Arten und -Hybriden werden in gemäßigten Gebieten fast weltweit als Zierpflanzen verwendet.

## Beispiele (zufällige Auswahl) und botanische Geschichte
Von den etwa 27 nordamerikanischen Phlox-Arten kamen im 18. Jahrhundert etliche nach Europa, von denen – nach einer regen Züchtungstätigkeit – weit über tausend Sorten, die wegen ihrer schönen, vorherrschend roten, aber auch rosafarbenen oder weißen, orangefarbenen, violetten und blauen Blüten (einige sogar mit kontrastierender Mitte) als Zierpflanzen kultiviert werden. Inzwischen gibt es weit über tausend Sorten.
Phlox wurde zur Staude des Jahres 2006 gekürt.
„Ein Garten ohne Phlox ist nicht nur ein bloßer Irrtum, sondern eine Versündigung gegen den Sommer“ – diese Aussage des Staudenzüchters Karl Foerster, der etliche Sorten herausbrachte, wird oft zitiert, weil man an Phlox das ganze Jahr über Freude haben kann.
Phlox drummondii, der Einjährige Phlox blüht von März bis Mai. Die nächsten Phlox-Arten sind alle ausdauernd und winterhart: Phlox divaricata, der Wald-Phlox, blüht als erster im April, Phlox subulata, der niedrige, immergrüne Polster-Phlox von April bis Mai, anschließend der Wander-Phlox (Phlox stolonifera). Dann folgen der Vorsommer-Phlox (Phlox glaberrima), Phlox maculata, der Wiesen-Phlox und die von Georg Arends um 1910 gezüchteten Arendsii-Hybriden (Frühsommer-Phlox-Sorten). Als letzte Gruppe folgen die duftenden Sommer-Phlox-Sorten oder Garten-Phlox-Sorten (Phlox paniculata), die bis in den Herbst hinein blühen.